# Gras (Ardèche)
Gras ist eine französische Gemeinde mit 588 Einwohnern (Stand 1. Januar 2022) im Département Ardèche. 

## Lage
Die Gemeinde liegt auf einem Hochplateau zwischen den Städten Viviers und Vallon-Pont-d’Arc. Das Gemeindegebiet wird vom Flüsschen Nègue durchquert, das zum Escoutay entwässert. Im Süden verläuft das Flüsschen Conche zur Rhône.
Gras gehört zum Weinanbaugebiet Côtes du Vivarais.

## Bevölkerungsentwicklung
| Jahr                       | 1962 | 1968 | 1975 | 1982 | 1990 | 1999 | 2006 | 2018 |
| -------------------------- | ---- | ---- | ---- | ---- | ---- | ---- | ---- | ---- |
| Einwohner                  | 225  | 260  | 234  | 250  | 317  | 381  | 482  | 637  |
| Quellen: Cassini und INSEE |      |      |      |      |      |      |      |      |